# Funny Girl (Musical)
Funny Girl ist ein Musical in zwei Akten von Jule Styne (Musik) und Isobel Lennart (Buch). Bob Merrill steuerte die Liedtexte bei. Das Werk hatte seine Uraufführung am 13. Januar 1964 im Schubert Theatre in Boston. In New York City ging es das erste Mal am 26. März 1964 im Winter Garden Theatre auf die Bühne. In manchen Nachschlagewerken wird dieses Datum als Tag der Uraufführung genannt. Das Musical behandelt einen Teil der Biografie der amerikanischen Schauspielerin und Sängerin Fanny Brice.

## Handlung

### Erster Akt
In der Rahmenhandlung sieht man die berühmte Fanny Brice in einer Künstlergarderobe vor ihrem Schminktisch sitzen. Bis sie auf die Bühne gerufen wird, vergeht noch etwas Zeit. In Gedanken lässt sie ihr Leben Revue passieren.
Fanny ist ein ehrgeiziges junges Mädchen, das nur einen Wunsch hat, Star zu sein auf den Brettern, die die Welt bedeuten. Ihre Mutter rät ihr zwar davon ab, zur Bühne zu gehen, dazu sei sie von Natur aus nicht mit genügend Schönheit gesegnet worden, aber Fanny lässt nicht locker. Eines Tages läuft ihr der Komödiant Eddie Ryan über den Weg, der sogleich erkennt, welch großes Talent in der jungen Dame steckt. Er bietet ihr seine Hilfe an und wird ihr Lehrer. Jede freie Minute verbringt sie bei ihm und lernt singen, tanzen und spielen. Schließlich kommt der Tag, an dem sie die Früchte ihrer Arbeit ernten kann: Eine Bühne bietet ihr an, die Hauptrolle in einer Revue zu spielen. Fanny nimmt begeistert an und entzückt das Publikum. Nach der Premiere wollen die Glückwünsche kein Ende nehmen. Unter den Gratulanten ist auch der elegante Nick Arnstein. Beide sind sich sogleich sympathisch. 
Inzwischen hat Fanny ein Angebot des New Yorker Produzenten Florenz Ziegfeld angenommen, Mitglied seiner Truppe zu werden. Nach einer Vorstellung begegnet sie das zweite Mal Nick Arnstein. Sie lädt ihn ein, mit zu ihrer Mutter zu gehen. Diese gebe am Abend eine Party. Bei dieser Gelegenheit kommen sich beide näher und gestehen sich ihre Liebe.

### Zweiter Akt
Als die Ziegfeld-Truppe ein paar Monate später in Baltimore gastiert, laufen sich Fanny und Nick Arnstein ein drittes Mal über den Weg. Beide fassen dies als Wink des Schicksals auf und beschließen zu heiraten. Fanny bricht ihren Vertrag. Sie setzt sich wortlos von der Truppe ab und folgt ihrem Verehrer nach New York. Nach der Eheschließung bezieht das Paar eine Villa auf Long Island. Bald jedoch bereut Fanny was sie getan hat. Das Showbiz lässt sie einfach nicht los. Reumütig tritt sie Ziegfeld unter die Augen. Was sie kaum für möglich gehalten hat, tritt ein: Ziegfeld verzeiht ihr und nimmt sie erneut in seine Truppe auf.
Nick Arnstein ist froh, dass seine Frau wieder ein gutes Einkommen hat; denn er ist ein Spieler und immer in Geldnot. Trotzdem hat er große Pläne. Er will ein Spielkasino gründen und ist auf der Suche nach einem Geschäftspartner. Dazu hat er Florenz Ziegfeld ausersehen. Dieser aber durchschaut das zweifelhafte Geschäft und lehnt brüsk ab. Fanny opfert sich für ihren Mann auf. Sie arbeitet wie eine Besessene, bis sie für Nick die fehlenden Mittel beisammenhat. Nick ist jedoch nicht der geborene Geschäftsmann. Er investiert falsch und verliert. Erstmals seit ihrer Hochzeit kommen Fanny Zweifel, ob Nick der richtige Mann für sie ist. Trotzdem will sie ihm ein zweites Mal mit ihrem Geld unter die Arme greifen. Nick jedoch will nicht von seiner Frau abhängig sein und lehnt ab. Jetzt wittert er seine Chance, schnell zu Geld zu kommen, in einem dubiosen Aktiengeschäft. Dabei wird er des Betruges überführt und zu einer mehrjährigen Freiheitsstrafe verurteilt. Fanny muss sich von ihrer Mutter Vorwürfe gefallen lassen, sie selbst trage mit Schuld daran, dass ihr Ehemann im Knast gelandet sei.
Hier kehrt das Stück zur Rahmenhandlung zurück: Während Fanny in ihrer Künstlergarderobe auf ihren Auftritt wartet, klopft es an die Tür. Herein tritt Nick Arnstein, der seine Strafe verbüßt hat. Wer nun erwartet, das Paar falle sich überglücklich in die Arme, sieht sich getäuscht. Die beiden haben sich kaum noch etwas zu sagen. Sie merken, dass ihre Liebe erkaltet und ihre Ehe gescheitert ist. Ein Klingelton signalisiert Fanny, dass sie auf die Bühne muss. Wortlos geht das Paar auseinander.

## Songs
- If a Girl Isn't Pretty (Mrs. Strakosh, Mrs. Brice und Eddie Ryan)
- I'm the Greatest Star (Fanny Brice)
- Cornet Man (Fanny Brice und Snub Taylor mit Chor)
- Who Taught Her Everything? (Mrs. Brice und Eddie Ryan)
- His Love Makes Me Beautiful (Ziegfeld, Ziegfeld Girls und Fanny Brice)
- I Want to Be Seen With You Tonight (Fanny Brice und Nick Arnstein)
- Henry Street (Chor)
- People (Fanny Brice)
- I Am Woman (Fanny Brice und Nick Arnstein)
- Don't Rain on My Parade (Fanny Brice)
- Sadie, Sadie (Fanny Brice und Freunde)
- Find Yourself a Man (Mrs. Strakosh, Mrs. Brice und Eddie Ryan)
- Rat-Tat-Tat-Tat (Fanny Brice und die Ziegfeld Company)
- Who Are You Now? (Fanny Brice)
- The Music That Makes Me Dance (Fanny Brice)

## Verfilmung
Regisseur William Wyler verfilmte das Musical 1968 mit Barbra Streisand in der Titelrolle und Omar Sharif als Nick Arnstein. Siehe dazu den Hauptartikel Funny Girl.